# 宮尾登美子文学記念館
宮尾登美子文学記念館（みやおとみこぶんがくきねんかん）は、かつて北海道伊達市にあった文学館。伊達市が設置し、特定非営利活動法人（NPO法人）だて観光協会が管理・運営していた。

## 概要
直木賞作家の宮尾登美子が、1999年（平成11年）から2003年（平成15年）の間に『宮尾本平家物語』執筆のため伊達市に移り住んだことを縁として、宮尾の業績と作品を広く伝えるとともに、市民が文学にふれることができる場として設置した。館内には自筆の原稿や各受賞作品をはじめとして、愛用していた着物や書斎道具・小物類が展示している。
2018年（平成30年）に閉館となり、翌年の「だて歴史文化ミュージアム」開館に伴って「宮尾登美子記念アートホール」としてリニューアルし、芸術に特化したホールとなったが、2020年度（令和2年度）に閉館した。